# Castello di Montecopiolo
Il castello di Montecopiolo sorse nel X secolo sull'omonimo rilievo montuoso per volere dei vescovi di Montefeltro o di loro enfiteuti (i Conti di Carpegna). È situato a monte dell'odierna frazione di Villagrande di Montecopiolo, capoluogo comunale del comune di Montecopiolo (provincia di Rimini), nel Montefeltro.
I resti del castello si trovano a un'altitudine di 1.033 m s.l.m. a spartiacque tra le vallate dei fiumi Conca e Marecchia. L'area occupata dal castello raggiungeva i 9.000 m².

## Storia

### La rupe di Monte Copiolo prima del castello
Il luogo scelto, nel X secolo, per l'edificazione del castello di Monte Copiolo è un rilievo di 1083 m s.l.m. facente parte della catena appenninica e posto a spartiacque tra le valli dei fiumi Conca (foce tra Misano Adriatico e Cattolica) e Marecchia (foce a Rimini). Oggi si trova collocato all'interno della regione Emilia-Romagna, in provincia di Rimini.
Le cavità naturali di natura carsica, presenti presso la rupe, fornirono riparo all'uomo di Neanderthal. È stata rinvenuta, come oggetto residuale in stratigrafie bassomedievali, una selce in tecnica Levallois ascrivibile al Musteriano. Ancora in giaciture secondarie sono affiorati utensili e frammenti di industria litica, tra cui uno in ossidiana.
In età protostorica il monte si trovò in margine a importanti tracciati che collegavano il versante tiberino all'Adriatico. Dall'Eneolitico il sito fu più frequentato e poi antropizzato nella media età del bronzo e tale rimase, sebbene in contrazione demografica, nell'Età del ferro.
In età romana il rilievo fece probabilmente parte del municipium di Pitinum Pisaurense (valle dell'Apsa, bacino del fiume Foglia, foce a Pesaro). Alle pendici del Copiolo, verso est, correva una via (nel XVI sec. chiamata Via Vetere) che collegava le valli dei fiumi Foglia e Conca a quella del Marecchia e, in età tardo antica, il municipium di Urvinum Mataurense al castrum di Mons Feleter. La colonizzazione del territorio copiolese in età romana è attestata (ad oggi) da alcuni resti di fattorie (tuguria?). Le testimonianze di cultura materiale più significative sono state rinvenute sulla stessa rupe (giaciture secondarie). Attesterebbero una forma (?) di stanziamento. La curva cronologica dei rinvenimenti di età romana è ampia, correndo dal II sec. a. C. sino al IV d. C. I secoli compresi tra il V ed il IX d. C. non sono, ad oggi, rappresentati da alcun reperto.

### La fondazione del castello nel X secolo d.C.
Il Castrum Montis Cupioli, come emerso dall'indagine archeologica, fu fondato nel X secolo probabilmente per volontà vescovile. Da questo centro, nel XII secolo, prese avvio la dinastia dei conti di Montefeltro (poi duchi di Urbino), signori dell'omonimo territorio. La residenza dei conti fece di Monte Copiolo il principale centro di potere del Montefeltro medievale, nucleo fondante della loro signoria territoriale e, nel corso dei secoli, una delle principali piazzeforti del ducato di Urbino. La curva cronologica dell'insediamento si arresta con l'estinzione dei duchi, nel 1631, quando il centro prese lentamente a spopolarsi per la discesa a valle della popolazione che, in pieno XVII secolo, contava ancora 700 "anime".
Sequenza diacronica:
Nel X secolo, dopo massicce operazioni d'intaglio del rilievo mediante cave, per volontà di un potere forte che decise di collocare su questa rupe uno dei suoi principali punti di potere, sorse il primo nucleo del castello. Questo era composto da un torrione sommitale (perimetro esterno 12x12 m) difeso, alla base, da un recinto in pietra. All'esterno del recinto in pietra trovavano posto alcuni annessi abitativi e funzionali (magazzini etc).
Il castello si è poi notevolmente sviluppato tra il XII ed il XIII secolo, quando tutto il comparto della rocca venne rimaneggiato ed una cinta in pietra andò a proteggere l'abitato che intanto era sorto sul terrazzamento basso del monte. In questo periodo, all'interno del circuito difensivo della rocca, scomparve il torrione sommitale per un cedimento strutturale, al suo posto venne edificata una chiesa con un annesso palatium, residenza dei conti di Montefeltro.
Nel XIV secolo tre cinte di mura ed almeno otto torrioni difendevano il castello che era composto da un abitato cinto da proprie mura, disposto sul terrazzamento inferiore del rilievo e vegliato dalla “fortissima rocca”, posta sulla cima della rupe.
Nel corso del XV secolo la rocca venne del tutto rimaneggiata ed adeguata alle nuove tecniche belliche, ormai contaminate dalle armi da fuoco, le torri da quadrangolari divennero circolari, le mura di cinta furono cimate e vennero abbattuti alcuni edifici nell'area sommitale, per creare ampi piazzali per la manovra delle artiglierie. Il Castello di Monte Copiolo non fu mai conquistato, guadagnandosi il titolo di unica fortezza feretrana rimasta sempre nelle mani dei duchi di Urbino.
Un violento assedio subìto nel 1522 da parte delle truppe di Giovanni dei Medici (detto “dalle bande nere”) lesionò il castello, ma questo continuò ad essere abitato per tutto il XVI secolo.
A partire dal XVII secolo la rupe venne abbandonata dalla sua popolazione, che decise di stanziarsi definitivamente a valle implementando una serie di villaggi già presenti dal medioevo tra cui: Villagrande, Cavalcanese, Monte Rotto, Ca' Moneta, Ca' Bellino.

### Scavi archeologici e archeo-geo-sito
Dal 2002, a cura della cattedra di archeologia cristiana e medievale dell'Università degli Studi di Urbino Carlo Bo, ha preso avvio un notevole cantiere archeologico volto ad indagare gli aspetti relativi alla lunga durata dell'insediamento e i mutamenti subiti nel corso della storia, anche in rapporto alla problematica dell'incastellamento e, in generale, al contesto europeo. Sono state eseguite 14 campagne di scavo, lo scavo è ancora in corso ed è formulato come una summer school internazionale a cui prendono parte studenti provenienti da università di tutta Europa tra cui l'Université de Lorraine, Paris Sorbonne, Liege, Universidad Complutense de Madrid, etc.
Il sito, per la presenza di grandi cave di X-XII secolo scavate nel calcare della formazione di San Marino contestualmente all'edificazione del castello e per alcune "morfo sculture" create dagli agenti atmosferici, costituisce un archeo-geo sito di rilevanza europea.
Il sito è in fase di scavo ed è parallelamente visitabile grazie a percorsi in sicurezza.

### Cronologia dettagliata: i numeri del castello
- 1150: A questa data risale il primo documento a noi pervenuto sul castello. Il centro apparteneva a Montefeltrano I di Montefeltro, capostipite della omonima famiglia. Il castello era già esistente dal X secolo d.C. Il castello è difeso da quattro cinte murarie, tre difendono l'area della rocca sommitale ed una l'abitato.
- 1228: Viene fondato il monastero femminile di Castelbegni, nella curtis del castello appartenente ai conti di Montefeltro.
- In questo periodo, all'esterno delle mura del castello, viene fondato in suolo lateranense l'Ospedale di Santa Maria della Misericordia, utile per dare conforto a pellegrini, indigenti, e malati.
- 1253: Atto divisionale del conte Cavalca di Montefeltro: la famiglia Montefeltro, nella prima metà del XIII secolo, si divide in ramo guelfo (fedele al papa) e ramo ghibellino (fedele all'imperatore). A quest'ultimo appartiene il castello di Monte Copiolo come principale possedimento. Il conte Cavalca di Montefeltro, castellano di Monte Copiolo, alla morte del fratello Montefeltrano II, promuove nel castello copiolese una divisione di beni tra sé e i suoi nipoti.
- 1328: L'imperatore Ludovico IV il Bavaro concede il castello di Monte Copiolo al conte Speranza di Montefeltro.
- 1341: In un atto redatto da un legato papale si afferma che il castello di Monte Copiolo è tenuto more tirannico (cioè usurpato con la forza) dai conti Nolfo e Galasso da Montefeltro e che nei giorni della compilazione del documento i due sono in esercito proprio sopra il suddetto castello e lo controllano personalmente, mentre tengono occupata la città vescovile di San Leo.
- 1355: Il Montefeltro ritorna sotto la giurisdizione dello Stato Pontificio.
- 1360: In un decreto di Giovanni De Levalossis, podestà di Montefeltro, viene affermato che il castello di Monte Copiolo gode di indipendenza comunale ed amministrativa. Il podestà cita in giudizio i comuni di Pietrarubbia, San Leo, San Marino e Monte Copiolo, colpevoli di favorire la tirannide ed il dominio dei Montefeltro e di non sottomettersi al controllo pontificio.
- 1365: Anche il castello di Monte Copiolo entra nei territori soggetti al pontefice. Nella Descriptio provinciæ Romandiolæ (1371) il legato pontificio cardinale Anglic de Grimoard così descrive il castello di Monte Copiolo: "… è posto sopra un sasso fortissimo ed altissimo e possiede una rocca fortissima, alla cui custodia è posto un capitano con dodici paghe, per le quali riceve dalla Camera Apostolica 30 fiorini ogni mese. Il castello è composto da sessanta fuochi". La rocca è uno dei centri più forti e muniti dell'intero Montefeltro.
- 1376: Antonio II da Montefeltro, nipote di Nolfo, prende con la forza il comune di Montefeltro, cacciando i legati pontifici. Il castello di Monte Copiolo torna nelle mani dei conti di Montefeltro.
- In questo periodo viene edificata la quinta cinta muraria; va a proteggere una nuova parte dell'abitato.
- 1380: Imperversa la lotta tra le famiglie Montefeltro, signori di Urbino, e i Malatesta signori di Rimini. In un atto di tregua tra le due famiglie, il castello di Monte Copiolo è ricordato tra quelli appartenenti ad Antonio II da Montefeltro.
- 1384: Il conte Antonio promulga, davanti alla chiesa di Santa Croce di Montecerignone, i nuovi statuti del Montefeltro.
- 1389: Papa Bonifacio IX conferma al ghibellino Antonio da Montefeltro il possesso del castello di Monte Copiolo.
- Seconda metà del XIV secolo: la lotta contro la famiglia Malatesta diviene ancora più aspra. Il castello di Monte Copiolo resta sempre saldamente nelle mani della famiglia Montefeltro partecipando, in prima linea, alla difesa della contea.
- 1404: Guidantonio da Montefeltro (figlio del conte Antonio) diviene nuovo conte di Urbino e dopo di lui, il figlio Oddantonio.
- 1437: In una credenziale spedita ai magistrati ed al popolo sammarinese, i copiolesi esortano i “vicini” a ben guardarsi dai comuni nemici della pianura. Il riferimento è ai Malatesta.
- 1440: In una missiva, redatta a Montecerignone, Guido Paolo degli Acomanducci (podestà e commissario feretrano) ordina al castellano di Monte Copiolo, a quelli di Valle Sant'Anastasio e Monte Maggio, di tenersi pronti per inviare aiuti militari a San Marino.
- 1441: Il giovane conte Federico da Montefeltro scala la rupe di San Leo e ne conquista il forte, strappandolo ai Malatesta. Il 23 ottobre, dalla rocca di Monte Copiolo, dove aveva posto la guarnigione per assediare San Leo, scrive una missiva indirizzata ai capitani della Repubblica di San Marino, per rendere nota la conquista.
- 1444: Morte del duca Oddantonio di Montefeltro, fratello di Federico, per mano dei cittadini di Urbino. Federico diviene nuovo signore di Urbino.
- 1447: Papa Nicolò V conferma a Federico il possesso del castello di Monte Copiolo.
- 1448: Sigismondo Pandolfo Malatesta signore di Rimini assedia il castello di Monte Copiolo. L'attacco non riesce, infatti neppure le porte cittadine vengono forzate. Per rappresaglia la curtis del castello viene saccheggiata.
- 1455: Alessandro Gambacorta, capitano della rocca di Monte Copiolo e maestro d'arme del duca Federico, esce dalla rocca di Monte Copiolo con molti soldati e tende un'imboscata alle truppe malatestiane in fuga da Carpegna e Pietrarubbia, inseguite dal duca Federico e dal capitano Piccinino.
- In questo periodo il castello si dota della sesta cinta muraria.
- 1482: Muore il duca Federico di Montefeltro, gli succede il figlio Guidobaldo.
- 1502: Cesare Borgia (figlio di papa Alessandro VI), detto il Valentino, giunge alle porte di Urbino. Il duca Guidobaldo abbandona la città e tenta la fuga verso San Leo, ma la strada è sbarrata: da Verucchio a Pietracuta sono presenti milizie del Borgia. Guidobaldo perde l'orientamento. Il capitano Dionigi Agatoni de' Maschi, capitano della rocca di Monte Copiolo, gli dirige incontro alcuni uomini copiolesi e lo conduce sano e salvo nella fortezza di Monte Copiolo.
- 1503: A Monte Copiolo si organizza una sollevazione armata contro il duca Valentino, che si propaga poi a tutti i restanti centri del Montefeltro.
- 1516: Papa Leone X de' Medici (succeduto a Giulio II della Rovere) scomunica e priva del feudo urbinate Francesco I Maria Della Rovere (figlio adottivo del duca Guidobaldo di Montefeltro), il Montefeltro viene assegnato a Lorenzino de' Medici.
- 1517: Francesco Maria capitola ed abbandona lo Stato.
- 1519: Lorenzino muore prematuramente; il ducato ritorna sotto lo Stato Pontificio.
- 1521: Alla morte di papa Leone X, Francesco Maria parte alla riconquista del ducato. Il duca in persona guida i propri uomini a riprendere le rocche di San Leo e Maiolo. Tiene un forte esercito nel castello di Monte Copiolo.
- 1522: Controffensiva medicea: il duca Francesco Maria si trova nella rocca di Monte Copiolo con il grosso della guarnigione, pronto a sferrare l'attacco decisivo a San Leo. Dà ordine agli uomini del castello di Frontino di Massa di arrestare le truppe toscane, ma questi non riescono nell'impresa. Il duca è costretto a ripiegare verso Montecerignone e poi verso Sassocorvaro. Le truppe di Giovanni de' Medici, quasi 15.000 uomini, devastano tutto ciò che trovano sul loro cammino, abbattendo le due rocche di Pennabilli (22 gennaio 1522) e danno il paese alle fiamme, incendiando Carpegna e Castellaccia, saccheggiando i castelli di Pietrarubbia, Montecerignone, Monteboaggine e, secondo la tradizione storica, anche Monte Copiolo. Il castello di Monte Copiolo però, secondo l'odierna lettura archeologica, non viene distrutto né abbandonato e le sue strutture non subiscono traumi. Ha inizio soltanto un fenomeno di spopolamento del paese, in favore di piccoli borghi sorti alle pendici del monte.
- Ancora in pieno Seicento il castello è abitato da alcune famiglie e servito da due chiese.
- Durante il XVIII secolo si ha il completo abbandono dell'antica area del castello.
- Agli inizi del XX secolo il castello, sebbene fortemente lesionato, è ancora visibile sulla vetta del monte.
- Tra le due guerre mondiali e nell'ultimo dopoguerra le rovine vengono spogliate per edificare case alle pendici del monte. Si perde la memoria visiva delle strutture del castello.
- Nell'anno 2002 a cura dell'Insegnamento di archeologia cristiana e medievale dell'Università degli Studi Urbino Carlo Bo, in convenzione (poi concessione) con la Soprintendenza per i Beni Archeologici delle Marche ed il comune di Montecopiolo ha inizio lo scavo dell'area archeologica.
- Dall'anno 2011 a seguito di interventi di messa in sicurezza operati dal Comune di Montecopiolo nell'ambito di bandi europei di riqualifica del patrimonio il sito è visitabile, su prenotazione.